# Suzuki GSX-R 125
Die von Suzuki hergestellte GSX-R 125 ist ein Leichtkraftrad der Supersportler-Reihe. Es hat einen flüssigkeitsgekühlten Einzylinder-Viertaktmotor mit einer Leistung von 11 kW (15 PS).
Sie darf mit der Führerscheinklasse A1 oder B196 (Aut Code 111 zu B-Klasse-Führerschein) gefahren werden.

## Geschichte
Die GSX-R 125 wurde Ende 2016 auf der EICMA als Konkurrenz zur Yamaha YZF-R125 vorgestellt. Es war das erste Modell in der 125er Klasse seit 20 Jahren bei Suzuki. Sie ist mit Bosch ABS Typ 10 und LED-Scheinwerfer ausgestattet. 2021 wurde an der Produktreihe durch Suzuki nur die Farbpalette geändert; es wird vermutet, da nur die Euro-4-Norm erfüllt wird, dass das Ende der Baureihe bevorsteht.
Die Basis der vollverkleideten Suzuki GSX-R 125 ist baugleich mit der GSX-S 125 (Naked-Bike), lediglich in kleinen Details wie Lenker oder Zündschloss gibt es Unterschiede.
Dies belegt auch die Verwendung des gleichen Typenschlüssels (HSN: 1699 TSN: AAB) in der KBA-Datenbank, „GSX-R125, GSX-S125“.